# Sprawa chędoga o męce Pana Chrystusowej

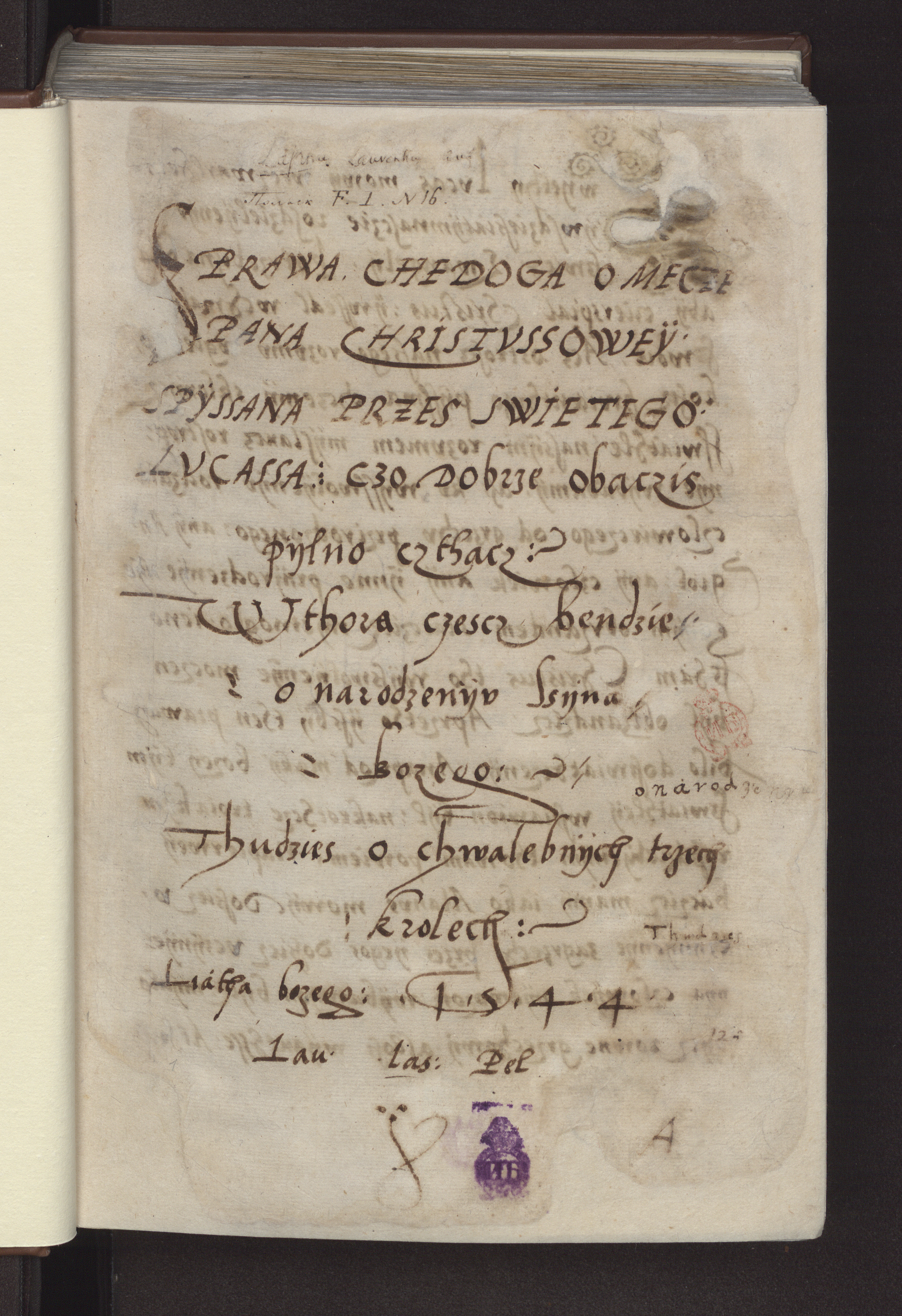
Pierwsza strona manuskryptu

Sprawa chędoga o męce Pana Chrystusowej (oryg.: Sprawa Chedoga o Mecze Pana Christvssowey spyssana przes swietego Lvcassa, czo dobrze obczis, pylno czthacz. Wthora czescz bendzie o narodzenyv Ssyna Bozego thudzies o chwalebnych trzech krolech. Liatha bozego 1544. Lau. Las. Pel.) - zabytek piśmiennictwa polskiego z 1544 pozostający w zbiorach Biblioteki Narodowej w Warszawie.

## Historia
Rękopis pochodzący z terenów Mazowsza początkowo należał do Biblioteki Załuskich. W 1796 został zrabowany przez Rosjan i przewieziony do Cesarskiej Biblioteki Publicznej w Petersburgu. Na mocy traktatu ryskiego został odzyskany i stał się własnością Biblioteki Narodowej (czasowo był przechowywany przez Bibliotekę Uniwersytetu Warszawskiego). W grudniu 1977 był konserwowany w Spółdzielni Artystyczno-Plastycznej Plastyka. Pierwsze wydanie ukazało się w 1933, za sprawą Stefana Vrtela-Wierczyńskiego (Poznańskie Towarzystwo Przyjaciół Nauk).

## Budowa
Dzieło stanowi rękopis papierowy, folio, liczący 284 karty o wymiarach 32x21,5 cm, pisany jedną ręką, dużym, wyraźnym i czystym pismem. Na stronach umieszczony jest znak wodny (herb z toporem). Autorem pisma jest Wawrzyniec z Łaska (Laurentius a Lasco), który tylko przepisał dzieło, nie będąc jego autorem ani tłumaczem. Sprawa oprawiona jest w brunatną skórę z pozostałościami tłoczeń rolkowych i złoceń. Na karcie tytułowej widnieje dopisek Lasztius Laurentius aut. 

## Treść
Całość składa się z trzech części:
- Sprawa chędoga o męce Pana Chrystusowej (karty 1-126). Przedstawia całą Pasję Chrystusa, aż do złożenia w grobie. Ma formę obszernego kazania pasyjnego (wielkopiątkowego), wyjaśniając dzieło Odkupienia. Odpiera też różnego rodzaju zarzuty teologiczne, roztrząsa wątpliwości, będąc rodzajem traktatu teologicznego. Wprowadzone są ponadto liczne dodatki, anegdoty, apokryfy, a nawet elementy liryczne. Pasja ta jest kompilacją różnych źródeł, a Wawrzyniec z Łaska nie ustrzegł się tu licznych błędów w tekście, przekreśleń, poprawek, czy mylnego zinterpretowania pierwowzorów,
- Ewangelia Nikodema (karty 127-152 i 260-282), będąca apokryficzną ewangelią, opowiadającą o zstąpieniu Chrystusa do Otchłani i wyprowadzeniu ojców z piekła. Składa się z tzw. Aktów Piłata[4]. Była to popularna w Średniowieczu opowieść, znana szerokim masom odbiorców. Aleksander Brückner wskazał łacińskie źródło tej części - Historia siue evangelium Nycodemi de gestis a principibus sacerdotum de passione et ressurectione dni,
- Historia o trzech królach (karty 152-260). Jest to przekład łacińskiego oryginału Historia trium regum autorstwa Jana z Hildesheimu, bardzo popularnego w Średniowieczu (około 1500 krążyły po Polsce dwa przekłady tego tekstu)[1].

## Wydania
Najwcześniejsze wydanie in print transliteracji tego zabytku autorstwa Stefana Vrtel-Wierczyńskiego pochodzi z roku 1933.
W latach 2017-2025 trwały prace dwóch niezależnych poznańskich zespołów badawczych z Uniwersytetu im. Adama Mickiewicza nad wydaniem apokryfów staropolskich, w tym Sprawy chędogiej o męce Pana Chrystusowej. Pierwszy to Początki języka polskiego i kultury religijnej w świetle średniowiecznych apokryfów Nowego Testamentu. Uniwersalne narzędzie do badań polskich tekstów apokryficznych pod kierownictwem prof. UAM dr hab. Doroty Rojszczak-Robińskiej w ramach grantu Narodowego Centrum Nauki SONATA Bis (nr 2017/26/E/HS2/00083), gdzie ukazało się pierwsze krytyczne wydanie online tego apokryfu (tak jak w przypadku większości edycji online - jest to wydanie "płynne", które może ulegać nieustannej aktualizacji i korekcie). W 2023 r. ukazała się natomiast pełna edycja in print – w transliteracji i transkrypcji – Sprawy chędogiej autorstwa prof. dra hab. Wiesława Wydry i prof. UAM dra hab. Marka Osiewicza w ramach projektu Narodowego Programu Rozwoju Humanistyki (nr 11H16014484) Pięć apokryfów staropolskich. Sprawa chędoga o męce Pana Chrystusowej - Ewangelia Nikodema - Historia Trzech Króli - Żywot św. Anny - Historyja barzo cudna. Edycja tekstów pod kierownictwem dra hab. Rafała Wójcika. 